# Blok 21
Le Blok 21 (en serbe cyrillique : Блок 21) est un quartier de Belgrade, la capitale de la Serbie. Il est situé dans la municipalité de Novi Beograd.

## Localisation
Le Blok 21 est situé sur la rive gauche de la Save. Il est entouré par les Bloks 19, 20, 22, 25 et 26. Au nord-est, il est bordé par le quartier et le parc d'Ušće. De forme carrée, il est délimité par le Bulevar Zorana Đinđića et par le Bulevar Mihaila Pupina, parallèle au premier, et par les rues Španskih boraca et Proleterske solidarnosti (« Solidarités prolétariennes »), qui coupent les deux boulevards à angle droit.

## Caractéristiques
Le Blok 21 est un quartier moderne, principalement résidentiel, notamment connu pour un ensemble de six immeubles de grande hauteur surnommés les Six caporaux (à l'angle est du quartier). 
On y trouve l'école élémentaire Jovan Dučić, située au 12a rue Milentija Popovića. Le Dixième lycée de Belgrade Mihajlo Pupin est situé au n° 1a rue Antifašističke borbe ; il a été créé en tant que lycée de filles en 1933.
Le quartier accueille quelques entreprises comme la société de courtage Brokersko odeljenje, ainsi que des succursales de la Société générale et de la Erste Banka. Il dispose aussi d'une poste, d'une pharmacie, d'un centre médical et de quelques restaurants, dont un restaurant McDonald's.